# Heliradio
Heliradio (Gerätebau Hempel KG) war ein Produzent von Rundfunkempfängern, Lautsprecherboxen, Tonstudiogeräten, Farbfernseher-Baugruppen sowie medizinischen Geräten in der DDR. Sitz des Unternehmens war Limbach-Oberfrohna in Sachsen, was auch in Kurzform des Firmenzeichen wiedergegeben wurde: HEmpel LImbach.

## Geschichte
Das Unternehmen Gerätebau Hempel KG wurde am 1. April 1950 durch den Ingenieur Bodo Hempel (* 14. Oktober 1919 in Leipzig; † 22. März 1990 in Limbach-Oberfrohna) gegründet und startete mit der Reparatur von Rundfunk- und Haushaltsgeräten. 1951 erschien der erste eigene Rundfunkempfänger 51W, gefolgt von dem 1953 erschienenen 53W Kadett. Die Geräte wurden anfangs nur unter dem Namen „Heli Radio“ vertrieben, was sich aber Anfang der 1960er Jahre änderte und die Geräte unter den Namen Heli-Radio oder nur Heli gekennzeichnet wurden.
Bis etwa 1960 wurden die Produkte noch selbst von Hempel gestaltet und von Erhard Gränitz entwickelt. Dies änderte sich, als Karl Clauss Dietel und Lutz Rudolph auf der Leipziger Messe 1960 mit Bodo Hempel in Kontakt traten. Die beiden freischaffenden Formgestalter wurden mit dem Gerätegestaltung beauftragt und gestalten auch das neue Signet. Sie waren auch für Messestände, Werbegrafik und Arbeitsumweltgestaltung verantwortlich. 1965 übernahm Martin Viohl die technische Leitung
und später wurde Klaus Dietz Leiter der Entwicklungsabteilung.
Für das Rundfunk- und Fernsehtechnischen Zentralamt (RFZ) in Berlin wurden unter anderem auch spezielle Abhöreinrichtungen (Lautsprecherboxen) entwickelt, die elektroakustische Entwicklung und Produktion wurde aber auch für Kultureinrichtungen, Theater, Opernhäuser und den Privatbereich betrieben.
Bis 1972 war „Gerätebau Hempel“ eine Kommanditgesellschaft, mit Bodo Hempel und der staatlichen Deutsche Investitionsbank als Kommanditisten und daher ein Betrieb mit staatlicher Beteiligung. Durch das Ausscheiden von Bodo Hempel wurde das Unternehmen 1972 zum Volkseigenen Betrieb und somit zum „VEB Gerätebau Limbach“ und Teil des VVB RFT Rundfunk und Fernsehen Staßfurt. 1984 wurde der Betrieb schließlich vom VEB ELFEMA, Elektro-Feinmechanik Mittweida vollständig übernommen. Der ehemalige VEB wurde nun ein Betriebsteil der ELFEMA und als „BT Gerätebau Limbach“ geführt. Als Teil des Kombinat Rundfunk und Fernsehen Staßfurt und daher auch Teil des Herstellerverbundes RFT wurden die meisten Produkte mit dem RFT-Logo versehen.
Nach der Deutschen Wiedervereinigung wurde die ELFEMA 1990 zur GmbH und ab dem 30. Juli 1993 wurden alle Betriebsteile entweder privatisiert oder aufgelöst. Bereits 1990 versuchte Bodo Hempel sein ehemaliges Unternehmen wieder zurückzuerlangen, was aber mit seinem plötzlichen Tod endete.

## Firmenzeichen
Bis zur Neugestaltung des Firmenzeichens 1960 durch Karl Clauss Dietel und Lutz Rudolph, bestand das Firmenzeichen das einem Dreieck mit dem Schriftzug „Heli Radio“. Das neu gestaltete Firmenzeichen leitet sich aus den Symbolen für Antenne und Erde – zwei Pfeilen – ab, die das Negativ des Buchstabens H (für Hempel) umschließen, was aber später mit der Überführung zum BT Gerätebau Limbach durch das bekannte RFT-Logo ersetzt wurde.

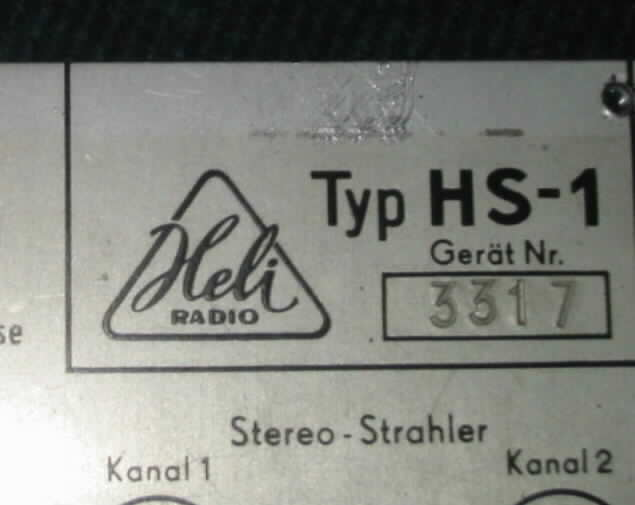
Firmenzeichen bis 1960
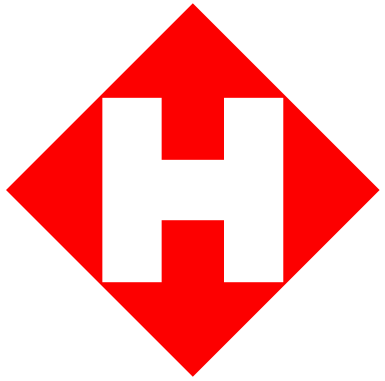
Firmenzeichen ab etwa 1960

## Audioprodukte

### Röhrengeräte
- Einkreisempfänger Perkeo
- HELI 51W
- „Seedienstgrade“ Admiral, Kadett, ...
- Sonor und Sonorett
- RK 2 einschließlich vieler Gehäusevarianten
- Bausteinserie 66: RK 3, RK-STEREO, RK-TUNER, RS 5
- RS2 und RS2F

### Hybridgeräte
RK4
Das Gerät RK 4 markiert den Durchbruch der Transistortechnik bei HELIRADIO. Es ist die Vorstufe zum rk 5 sensit. Die Anordnung der Bedienelemente entspricht der des rk 5 sensit (Balanceregler erstmals an der Frontseite) während der NF-Teil komplett mit Transistoren bestückt ist. Lediglich im HF-Teil kommt noch bewährte Röhrentechnik zum Einsatz.

### Transistorengeräte
rk5 sensit

rk5 sensit und Lautsprecher LK 20 sensit

Sowohl das Gerät rk 5 sensit als auch die Lautsprecher LK 20 sensit wurden 1967/1968 gestaltet. Die Serienfertigung lief 1970 an.
Der RK5-Sensit bildete die Grundlage aller folgenden Geräte der rk-Serie bis zum rk 88, die sowohl vom elektrischen Aufbau als auch von der äußeren Form in den Folgemodellen nur leicht modifiziert wurden. Das Gerät war zum Zeitpunkt der Markteinführung ausgesprochen modern. Elektronischer Sendersuchlauf und (fast) vollständiger Einsatz von Siliziumtransistoren waren ein absolutes Novum auf dem DDR-Markt.
Dass ein solches Gerät von einem „halbstaatlichen Betrieb“ entwickelt und erfolgreich verkauft wurde, sorgte sicher für Aufsehen auch auf politischer Ebene. Dass für die Fertigung eine Reihe von Halbleitern importiert werden mussten, führte dazu, dass die Geräte trotz ihres Preises nie in ausreichender Stückzahl geliefert werden konnten. Dabei war der Preis durchaus im Rahmen dessen, was beispielsweise für Geräte wie Rema Adagio oder Andante gezahlt werden musste, obwohl diese mit preiswerten Germaniumtransistoren und einem großen Anteil an Standardbaugruppen gefertigt wurden.
Aus technischer Sicht bemerkenswert ist die abgestimmte HF-Vorstufe im AM-Bereich, die in der Gerätepalette der DDR-Industrie einmalig war. Sie verlieh dem Gerät ausgezeichnete Fernempfangseigenschaften. Das war besonders wichtig in den Gebieten der DDR, die außerhalb der Reichweite westdeutscher UKW-Sender (ARD, RIAS) lagen
rk7 sensit
Der einzige Germaniumtransistor des rk5 sensit wurde durch einen sowjetischen Siliziumtyp ersetzt. Die NF-Endstufe wurde überarbeitet, der UKW-Tuner konnte mit DDR-Transistoren bestückt werden.
rk8 sensit
Die Variante rk8 wurde mit zwei weiteren Lautsprecherbuchsen versehen, die zum Anschluss von zwei „Pseudo-Quadro“-Lautsprechern geeignet waren.

rk88 sensit
Im rk88 tauchte der erste integrierte Schaltkreis in der rk-Serie auf – im Stereodecoder wurde der A290 eingebaut (DDR-Nachbau des MC1310/XR1310). Die Variante rk88 sensit IC erfuhr durch den Einsatz von integrierten Schaltkreisen die erste durchgreifende Neugestaltung. FM-ZF, AM-HF und -ZF, Abstimmelektronik/Anzeige und NF-Vorstufen wurden mit ICs bestückt. Damit war der UKW-Tuner die einzige Baugruppe, die über den gesamten Fertigungszeitraum keine Veränderungen erfuhr – abgesehen vom Ersatz westlicher Import-Halbleiter durch solche aus der DDR oder den Bruderländern, sobald sie verfügbar waren.

rk90 sensit cubus
An der Gestaltung des rk90 cubus wurde von 1984 bis 1987 gearbeitet. (Wann die Elektronikentwicklung begann/endete, muss noch nachgetragen werden.) Der rk90 sensit cubus besaß eine vollständig digitale Steuerung und war auf den Einsatz einer Fernbedienung angewiesen. Es existieren einige Vorserienexemplare, zu einer Serienfertigung ist es nicht gekommen. Der ehemals private Betrieb war inzwischen vollständig enteignet und dem VEB ELFEMA Mittweida angegliedert worden. Offensichtlich war es unter diesen Bedingungen nicht mehr möglich, ein Produkt zu entwickeln und zu fertigen, das den damaligen Stand der Entwicklung mitbestimmte und internationalen Vergleichen standhielt. Der Coup, der 1970 mit dem rk5 sensit gelang, ließ sich nicht mehr wiederholen. Die lange Entwicklungszeit und die Existenz funktionierender Muster deuten darauf hin, dass der Fertigungsanlauf behindert wurde, vermutlich weil die Betriebsleitung das mit der Innovation verbundene Risiko nicht tragen wollte. Eines der seltenen Exemplare kann im Industriemuseum Chemnitz besichtigt werden.
Clock Heliradio
Das erste Hotelradio mit integrierter Uhr erschien 1964. Der Rundfunkempfänger wurde für die die Vereinigung Interhotel entwickelt und hat eine große runde Schaltuhr von Weimar electric. Der Breitbandlautsprecher ist an der Frontseite angebracht. Der 1969 erschienene Hotelrundfunkempfänger verfügt über eine große rechteckige Uhr und der Lautsprecher wurde am Boden montiert und strahlt nach unten ab.

### Lautsprecher

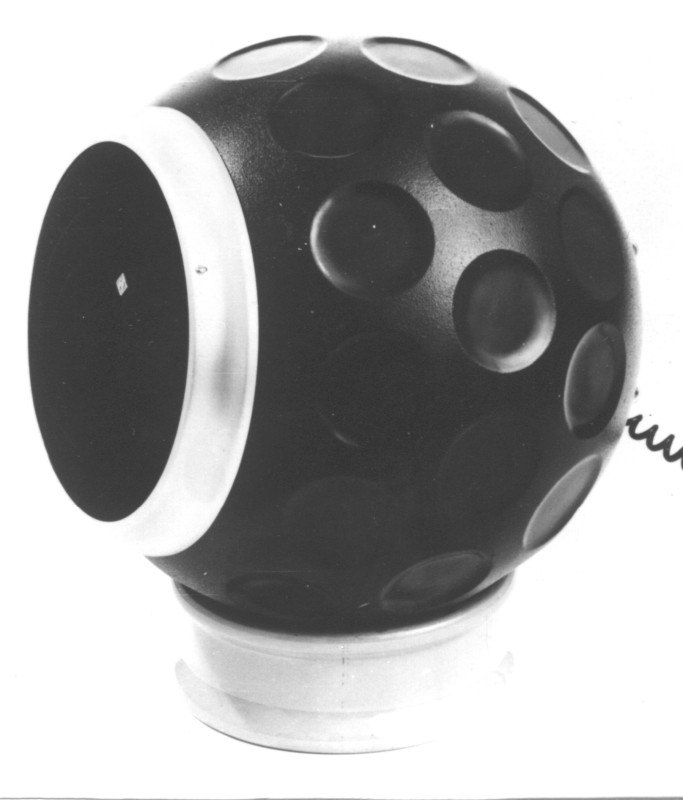
Kugelbox LK 22 - Prototyp

Neben den Rundfunkgeräten wurden bei Hempel auch qualitativ hochwertige Lautsprecher gefertigt, oftmals waren sie direkt von entsprechenden Produktlinien abgeleitet. Es wurde nicht nur für Rundfunk und Fernsehen entwickelt und produziert, sondern auch für den Privatbereich.
Studiobox K12-Studio
Die geschlossene Studiobox mit furniertem Spanplattengehäuse von 1966 verfügt über einen Breitbandlautsprecher von Schulz, Modell KSP 130k, mit 13 cm Durchmesser und 5 Watt Nennleistung. Bemerkenswert ist die passive Entzerrung des Lautsprechers mit einem Saugkreis, der sich im Lautsprechergehäuse befindet. Interessant ist auch die leicht schräge Anordnung des Lautsprechers im Gehäuse.
Studiobox K12-Studio mit Verstärker
Die K 12-Studio K12 Studio mit Verstärker hat auf der Rückseite ein abnehmbares Verstärkerteil mit 45 Watt Leistung. Auch die aktive Variante der K12 ist mit passiver Entzerrung des Lautsprechers ausgestattet und der Eingang ist symmetrisch, es werden studioübliche 1,55 V benötigt. Die Box fand oft beim Fernsehen der DDR als Kontrollmonitor Verwendung.
Studiobox VS1-32 Z 132 - Z132/1
Die aktive Studio-Abhöranlage „VS1-32 Z 132“ von 1969 entstand durch Kombination der Röhrenendstufe VS1-32 mit der Kompaktbox L40. Der Breitbandlautsprecher KSP215 mit 21 cm Durchmesser und 12,5 VA Leistung kam von dem Unternehmen K.Schulz aus Berlin. Im Laufe der Jahre wurde der Röhrenverstärker VS1-32 durch den Transistorverstärker VS132 ersetzt und die Aktivlautsprecherbox wurde nun unter der Modellbezeichnung „Z132/1“ geführt.
Kugelbox K 20 sensit
Die aus Pappstreifen hergestellte und mit Rauh-Putz überzogene Kugelbox hat ein Durchmesser von 330 mm und wurde 1968 erstmals auf der Leipziger Herbstmesse präsentiert. Ursprünglich sollte sie die Modellbezeichnung K20 erhalten, wurde aber bereits 1971 als „K 20 exklusiv“ und 1972 als „K 20 sensit“ angeboten. Die Kugelbox ist mit einem Breitbandlautsprecher Modell KSP215, mit Schaumstoffsicke und Hochtonkegel, bestückt und hat ein eingebautes Frequenzgangkorrekturglied, die Nennbelastung liegt bei 20 Watt und der Übertragungsbereich geht von 60 bis 20.000 Hertz. Das Gehäuse wurde von einer Kartonagenfabrik in Wurzen hergestellt, die Endmontage wurde auch im Auftrag von Hempel beim VEB Statron Fuerstenwalde ausgeführt, wo auch die Bezeichnung K 20 sensit entstand. Es gab auch noch die Kugelbox K 20 E mit einem Gehäuse aus Edelholz und einem Durchmesser von 340 mm.
Kugelbox LK 20
Die 1974 entstandene „LK 20“ ist baugleich mit der „K 20 sensit“, ihr Gehäuse besteht aber aus Polyurethanschaum(PUR-Hartschaum).
Kugelbox LK 6
Erstmals wurde die wurde die „LK 6“ Kugelbox 1976 angeboten und war auch wie die K 20 sensit aus einer Pappmasse mit einem Rauputz Überzug gefertigt. Es gab sie mit einem Aufstellring für Regal oder optional auch mit einer Vorrichtung für die Wandmontage. Ihr Durchmesser beträgt 220 mm und verfügt über einen Breitbandlautsprecher L2301 mit 6 Watt Leistung, der Übertragungsbereich geht von 75 bis 16.000 Hertz mit 87 dB.

### Anmerkung
Nachdem die Kugelform für Lautsprecherboxen am Markt etabliert war, wurde sie auch von anderen Herstellern aufgenommen. In der DDR jedoch unterlagen auch die Kugelboxen dem üblichen Drang zur Standardisierung. Darum kann hier von Aussehen und Bezeichnung nicht immer direkt auf den Hersteller geschlossen werden. Auch wurde die Fertigung bestimmter Modelle in andere RFT-Betriebe verlagert. Beispielsweise wurde die K 20 sensit auch im VEB Statron Fürstenwalde gefertigt.

## Formgestaltung
Die Geräte von HELIRADIO sind geprägt durch die unverwechselbare Handschrift des Gestalter-Duos Dietel/Rudolph, denen es immer stärker gelang, eine eigenständige Form zu entwickeln. Das zeigte sich erstmals beim rk5 sensit, der international anerkannte Gestaltungsvorlagen zurückließ und es setzte sich weiter fort mit jedem neu hinzukommenden Gerät. Das Gerät Programat gilt als besondere Entwicklungs- und Gestaltungsleistung (mit Sendersuchlaufsystem, Prototyp 1968); des Weiteren die Studiolautsprecher VS 1, die Studiomonitore K12-Studio sowie das Subharchord zur synthetischen Klangerzeugung.

## Museen
Produkte von HELIRADIO befinden sich in den Sammlungen
- Grassimuseum für angewandte Kunst Leipzig
- Industriemuseum Chemnitz
- Kunstsammlungen Chemnitz
- Neue Sächsische Galerie Chemnitz
- Staatliche Kunstsammlungen Dresden - Kunstgewerbemuseum
- Sammlung Industrielle Gestaltung Berlin
- Museum für Kommunikation Berlin / Deutsches Rundfunkmuseum
- Die Neue Sammlung München
- Rundfunkgerätesammlung Grenz / Niedere Schönauer Mühle, Schönau-Wildenfels
- Sammlung GFGF, Hainichen
- Sammlung Thomas Heinicke, Wickersdorf / Waldenburg

## Besonderheiten

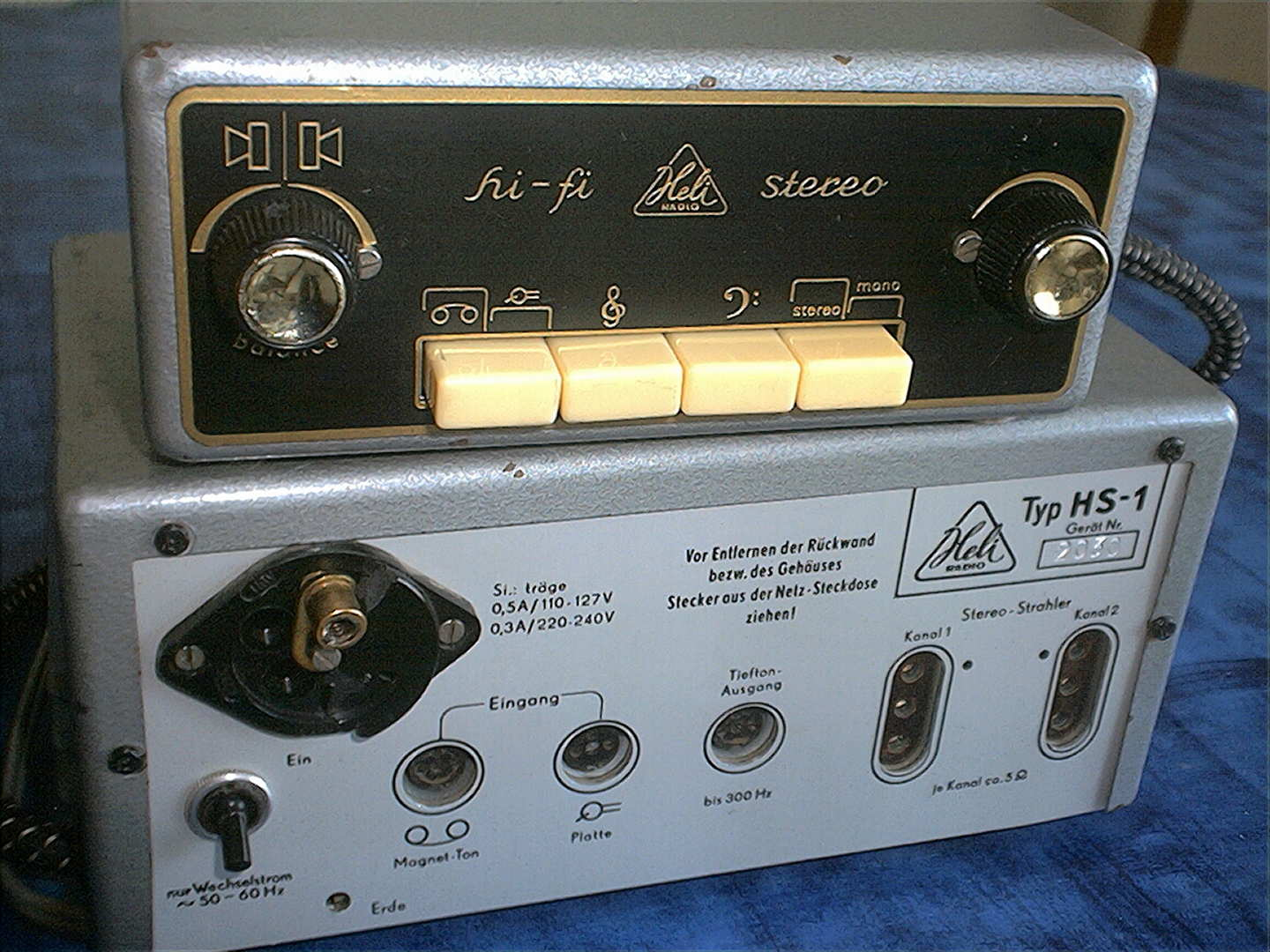
Verstärker HS-1 (ca. 1961)

HELI-Produkte können als typisch für die „zentralistisch gedrosselte“ Innovationskraft der DDR-Industrie, besonders des bis 1972 noch aktiven Mittelstandes, bezeichnet werden.

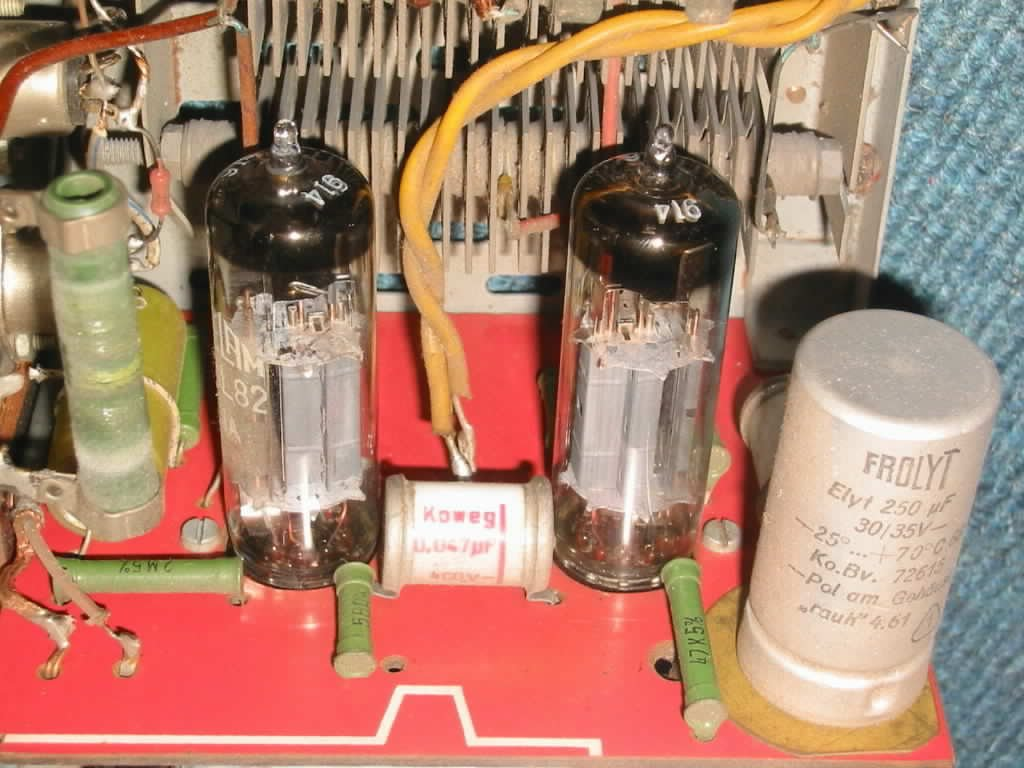
Innenansicht HS-1

Sie verbinden Kreativität mit dem offensichtlichen Zwang zur Improvisation. Zwei Beispiele (HS-1 und Subharchord) sollen das beschreiben:

### HS-1
- Mehrere Kanäle (Stereo), einschließlich einer Trennung in Tiefton- und Mittel-Hochtonbereich.
- Trennung in kleine Hoch-Mittelton- und Steuereinheit und eine große Tieftoneinheit (für die Tieftonwiedergabe wird ohnehin ein großer Lautsprecher in einer großen Box/Schallwand benötigt).

Der Stereo-Verstärker HS-1 (Bild) sei als erstes Beispiel genannt, wie trotz sparsamstem Materialeinsatz Geräte mit zukunftsweisenden Eigenschaften entstanden.
Besonders hervorzuheben ist dabei der Tieftonausgang. Obwohl die Ausgangsleistung des HS-1, etwa 2×2 Watt, nicht annähernd heutigen Maßstäben entspricht, konnte eine für den Heimgebrauch ausreichende Lautstärke erzeugt werden. Das wurde durch die Möglichkeit zum Anschluss eines zusätzlichen Tieftonverstärkers erreicht. Grundlegend ist dabei, dass die spektrale Verteilung üblicher Musik- und Sprachwiedergabe nur eine geringe Ausgangsleistung im Bereich über 300 Hz benötigt.
Damit nahm der HS-1 alle Merkmale vorweg, die heutige, moderne Soundsysteme auszeichnen. HELI lieferte damit schon in den frühen 1960er-Jahren eine Technik, die sich erst sehr viel später unter dem Begriff Subwoofer am Markt durchsetzte. Das Gesamtsystem HS-1 hat zu seiner Zeit durchaus High-End-Qualität repräsentiert.
Improvisiert hat man bei dem Gerät insofern, als man den Aufbau so vornahm, als hätte man eine Leiterplatte, um darauf die Bauelemente unterzubringen. Tatsächlich handelt es sich jedoch um eine PVC-Platte, in die Löcher gebohrt sind, durch welche dann die Anschlussdrähte der Bauelemente gesteckt wurden. Weil die Leiterbahnen fehlten, hat man die Anschlüsse der Bauelemente auf der Unterseite in herkömmlicher Weise direkt verbunden. Von Vorteil war bei dieser Lösung, dass man auf die üblichen Lötösenleisten als Bauteileträger verzichten konnte und doch zu einem stabilen aber auch platzsparenden Aufbau kam.
So hat Heli den Einstieg in die Technik der gedruckten Schaltung gestartet. Spätere Ausführungen des HS-1 besitzen dann Leiterplatten in der heute bekannten Form. Dabei waren die Bauelemente für diese Technik gar nicht gut geeignet (die Anschlüsse der Widerstände wurden durch Blechstreifen gebildet, wie bei konventioneller Verdrahtung üblich). Für Leiterplattentechnik verwendet man aber besser Drähte mit rundem Querschnitt; damit lassen sich sehr viel einfacher zuverlässigere Lötverbindungen herstellen. Aber davon ließ man sich im Hause Hempel nicht beirren und wagte den Schritt in eine neue Technologie. (Mit Erfolg, wie eine ganze Reihe noch heute benutzter HS-1 belegen.)

### Subharchord
Das Subharchord – ein Gerät zur synthetischen Klangerzeugung – ist ein weiteres Beispiel für die Innovationskraft des Unternehmens HELI, das nur durch die realsozialistische Politbürokratie zu bremsen war.